# Ledaspis mashonae
Ledaspis mashonae är en insektsart som först beskrevs av Hall 1928.  Ledaspis mashonae ingår i släktet Ledaspis och familjen pansarsköldlöss. Inga underarter finns listade i Catalogue of Life.